# Rubén Duarte
Rubén Duarte Sánchez (* 18. Oktober 1995 in Almería) ist ein spanischer Fußballspieler. Aktuell steht der Abwehrspieler bei den UNAM Pumas in Mexiko unter Vertrag.

## Karriere

### Verein
Duarte begann seine Karriere bei Espanyol Barcelona. 2011 spielte er erstmals für Espanyol Barcelona B. Sein Profidebüt für die erste Mannschaft gab er am 22. Spieltag 2014/15 gegen den FC Valencia.
Zur Saison 2017/18 wechselte Duarte zu Deportivo Alavés. Dort debütierte er am 20. September 2017 im Spiel gegen Deportivo La Coruña. Nach 7 Jahren und 231 Pflichtspielen verließ Duarte Deportivo Alavés im Sommer 2024 und wechselte nach Mexiko zu den UNAM Pumas.

### Nationalmannschaft
Duarte spielte sowohl für die spanische U-19, als auch für die U-21.